# Pegasus Continental Cycling Team/Saison 2014
Dieser Artikel listet Erfolge und Fahrer des Radsportteams Pegasus Continental Cycling Team in der Saison 2014 auf.

## Erfolge in der UCI Asia Tour
In den Rennen der Saison 2014 der UCI Asia Tour gelangen die nachstehenden Erfolge.
| Datum       | Rennen                            | Kat. | Fahrer        |
| ----------- | --------------------------------- | ---- | ------------- |
| 23. April   | 3. Etappe Le Tour de Filipinas    | 2.2  | Patria Rastra |
| 17. Oktober | 2. Etappe Banyuwangi Tour de Ijen | 2.2  | Patria Rastra |

## Mannschaft
| Name                  | Geburtstag         | Nationalität | Team 2013                   |
| --------------------- | ------------------ | ------------ | --------------------------- |
| Arin Iswana           | 7. Mai 1990        | Indonesien   | Neoprofi                    |
| Dani Lesmana          | 29. September 1992 | Indonesien   | Neoprofi                    |
| Matnur Matnur         | 2. Februar 1981    | Indonesien   | Polygon Sweet Nice (2010)   |
| Jamalidin Novardianto | 17. November 1994  | Indonesien   | Neoprofi                    |
| Patria Rastra         | 26. November 1989  | Indonesien   | Polygon Sweet Nice (2010)   |
| Bambang Suryadi       | 28. April 1990     | Indonesien   | Neoprofi                    |
| Dadi Suryadi          | 25. Dezember 1989  | Indonesien   | Neoprofi                    |
| Tonton Susanto        | 24. September 1973 | Indonesien   | Azad University Iran (2010) |